# 兼頭吉市
兼頭 吉市（かねとう よしいち、1925年(大正14年) - ）は、日本の裁判所調査官、青森大学名誉教授。
愛媛県生まれ。広島文理科大学卒業。東京家庭裁判所主任調査官（科学調査室長）、山形家庭裁判所・横浜家庭裁判所次席調査官、富山家庭裁判所首席調査官、青森大学社会学部教授。1996年定年、名誉教授。交通事故、少年非行などについて著述がある。

## 著書
- 『自動車安全運転管理の20章』保険毎日新聞社、1968
- 『相談員と相談者のための相談シリーズ 交通事故相談』大成出版社、1974
- 『母親と父親のための非行学入門』ロングセラーズ ムックの本、1981
- 『安全運転管理者のための交通事故事例研究』大成出版社、1984
- 『安全運転のための五分間スピーチ』大成出版社、1984
- 『道交法 イラスト六法』彩田あきら画 暁教育図書、1985
- 『少年補導と相談の実務』真正書籍出版部、1986
- 『続・安全運転のための五分間スピーチ』大成出版社、1989
- 『子どもに語る交通安全3分間スピーチ』大成出版社、1995

### 共編著
- 『交通事故の正しい処理 民事・行政・刑事的解決の基礎』石崎夏夫、檜山四郎共著 東明社、1963
- 『問題をもつ子どもたち 実例指導』村田保太郎、池田美彦共著 ぎょうせい、1975
- 『続・繁栄の落し子たち 社会変動と少年非行』檜山四郎共編集 大成出版社、1977
- 『少年の暴力』編著 立花書房 JCCD叢書、1981

## 参考
- 『少年補導と相談の実務』